# Терам-Кангрі
Терам-Кангрі (кит. Tèlāmùkǎnlì 特拉木坎力) — масив у хребті Сіачен-Музтаг, який є частиною Каракорума. В цьому масиві знаходиться найвища гора Сіачен-Музтагу — вершина Терам-Кангрі І. Масив розташований на спірному кордоні між  Індією та  Китаєм. Права на цю територію висуває також Пакистан.
В  Списку найвищих вершин світу ця гора займає 56-те місце.
Вершини масиву:
- Терам-Кангрі I — 7462 м,
- Терам-Кангрі II — 7407 м,
- Терам-Кангрі III — 7382 м.

Перше сходження на Терам-Кангрі І 10 серпня 1975 р. здійснили члени японської експедиції під керівництвом Х. Катаями (H. Katayama): К. Кодака (K. Kodaka) і Я. Кобаясі (Y. Kobayashi). 13 серпня вони підкорили і Терам-Кангрі ІІ. Вперше зійшли на Терам-Кангрі ІІІ М. Кудо (M. Kudo), Йо. Куротакі (J. Kurotaki) та М. Ока (M. Oka) в 1979 р.

## Ресурси Інтернету
- Himalayan Index [Архівовано 17 липня 2017 у Wayback Machine.]